# Orthetrum bramineum
Orthetrum bramineum är en trollsländeart som beskrevs av Kirby 1890. Orthetrum bramineum ingår i släktet Orthetrum och familjen segeltrollsländor. Inga underarter finns listade i Catalogue of Life.